# Phelipanche reuteriana
Phelipanche reuteriana är en snyltrotsväxtart som först beskrevs av Heinrich Gustav Reichenbach, och fick sitt nu gällande namn av Helmut Carlón, G.Gómez, M.Laínz, Moreno Mor.ó.Sánchez. Phelipanche reuteriana ingår i släktet Phelipanche och familjen snyltrotsväxter. Inga underarter finns listade i Catalogue of Life.